# Jamil al-Midfai
Jamil al-Midfai (en arabe : جميل المدفعي), né en 1890 à Mossoul, mort le 26 octobre 1958 à Bagdad, était un homme politique irakien.

## Biographie
Jamil al-Midfai nait à Mossoul. Il sert dans l'armée ottomane pendant la Première Guerre mondiale, mais abandonne son poste en 1916 pour participer à la révolte arabe. Après la guerre, il sert le roi Fayçal pendant son bref règne en Syrie. Il fait son retour en Irak en 1920, mais doit de nouveau repartir en exil en raison de ses activités nationalistes antibritannique. Après son retour en 1923, il dirige plusieurs provinces avant de rentrer dans le gouvernement en 1930.
Il exerce à plusieurs reprises la fonction de premier ministre du royaume d'Irak (du 9 novembre 1933 au 25 août 1934 ; du 1er mars 1935 au 16 mars 1935 ; du 17 août 1937 au 26 décembre 1938 ; du 2 juin 1941 au 10 octobre 1941 et du 29 janvier 1953 au 1er septembre 1953).
En août 1937, il forme son troisième gouvernement, à la suite de l'assassinat du général Bakr Sidqi. Mais en 1941, en tant que monarchiste convaincu, il est de nouveau contraint à l'exil pour la Transjordanie à la suite du coup d'État de Rachid Ali al Gaylani. À son retour, il sert le pays en tenant des postes divers, comme celui de président du Sénat et pour celui de Premier ministre. Il meurt en 1958, en tant que président du Sénat.